# Xenogorgia
Xenogorgia is een geslacht van neteldieren uit de klasse van de Anthozoa (bloemdieren).

## Soort
- Xenogorgia sciurus Bayer & Muzik, 1976